# L'Avare (pel·lícula de 1908)
L'Avare és un curtmetratge mut francès de 1908 dirigit per Georges Méliès.

## Argument
En una habitació força ruïnosa, un vell inquiet, Harpagon, compta els seus diners. En sentir un soroll, amaga el seu or a l'armari, i obre la porta a un jove (Cléante?) que ve a demanar-li un préstec. Ell el rebutja i torna a comptar els seus diners. Pertorbat de nou, amaga la seva cinta a la paperera i obre la porta a una dona acompanyada de dos nens petits que també el ve a buscar. Obre un enorme armari. (El·lipse, o tall salvatge) Trobem Harpagon en un jardí davant d'un pou, agafant les butxaques d'un home que busca el seu casset. A falta de saltar a l'aigua, és retingut per un grup de tres homes i dues dones. Sorprès, explica el motiu de la seva desesperació. Un dels homes troba la cinta i li dona. Extàtic, remena el paper moneda, sense repartir-ne cap. La petita tropa l'abronca i el deixa sol, ridícul.

## Producció
El personatge avar de la pel·lícula és probablement Harpagon, de l'obra de teatre de Molière L'avar. Méliès apareix a la pel·lícula tant com el pobre com l'home que torna el barril.
La visualització de prop de la primera escena indica que va ser filmada a l'estudi amb sostre de vidre de Méliès sota un cel ennuvolat. Quan surt el sol, les ombres que projecta són clarament visibles durant uns segons; aleshores, a mesura que es col·loquen panells de paper calc contra el vidre per difondre la llum, també es fan visibles les ombres del panell. Part de la pel·lícula es va rodar a l'exterior, al jardí de la propietat de Méliès a Montreuil (Sena Saint-Denis).

## Llançament i supervivència
L'Avare va ser estrenat per la Star Film Company de Méliès i està numerat entre 1146 i 1158 als seus catàlegs, on apareix llistada com a scène artistique dramatico-comique. La impressió supervivent és incompleta; una altra escena s'evidencia en un fotograma de producció, però es presumeix que és perduda.